# Voloskivți, Mena
Voloskivți (în ucraineană Волосківці) este localitatea de reședință a comunei Voloskivți din raionul Mena, regiunea Cernihiv, Ucraina.

## Demografie
Componența lingvistică a localității Voloskivți
     Ucraineană (98%)
     Rusă (2%)
Conform recensământului din 2001, majoritatea populației localității Voloskivți era vorbitoare de ucraineană (98%), existând în minoritate și vorbitori de rusă (2%).